# 료젠촌
료젠촌(霊山村)은 후쿠시마현 다테군에 있던 촌이다. 현재의 다테시 료젠정에 해당한다. 또한 2006년까지 존재했던 료젠정은 1955년에 신설합병해 성립한것으로 본촌과는 별개의 자치체이다.

## 역사
- 1889년 4월 1일 - 정촌제 시행에 의해 3촌의 구역으로 성립하였다.
- 1955년 1월 31일 - 이시도촌, 오구니촌과 합병해 료젠정이 성립하였다. 동일 료제촌이 폐지되었다.
- 2006년 1월 1일 - 료젠정이 다테정, 야나가와정, 호바라정, 쓰키다테정이 합병해 다테시가 성립하였다.

## 참고문헌
- 角川日本地名大辞典 7 福島県